# Lǐ Sī
Lǐ Sī (ca. 280 a.C. — Setembro ou Outubro 208 a.C.) foi o chanceler do Estado (e posteriormente, dinastia) de Qin, entre 246 a.C. e 208 a.C.. Um famoso legalista, também foi um notável na arte da caligrafia. Li Si serviu dois reis e imperadores: Qin Shi Huang, rei de Qin e posteriormente Primeiro Imperador da China—e seu filho, Qin Er Shi.
Ele ajudou a sistematizar a escrita chinesa inventando uma nova escrita centralizada, baseada em caracteres chamados xiaozhuan. O xiaozhuan é importante na história da escrita chinesa, sendo considerado um dos primeiros esforços para sistematizar o sistema ideográfico de escrita da China.
Historiadores creditam Li Si como o grande idealizador do plano praticado por Qin Shi Huang de assassinar estudiosos confucionistas e queimar documentos históricos e literários, incluindo documentos confucionistas importantes, os quais Li Si considerava prejudiciais ao bem-estar do Estado. Um forte apoiador de um governo altamente burocratizado, Li Si também foi um grande idealizador de padronizações de medidas e unidades monetárias da China recém unificada por Qin Shi Huang.
Lǐ Sī foi morto após o início de fortes embates que envolveram a ascensão de Qin Er Shi ao trono, e a ascensão do chefe eunuco Zhao Gao. Ele foi executado e cortado em dois.
Li Si era originalmente do reino de Chu. Quando jovem, ele era um oficial menor. Diz-se que um dia ele viu um rato comendo dentro de um banheiro, e notou que sempre que alguém ou algum animal se aproximava, o rato se escondia amedrontado. Depois, ele viu outro rato em um celeiro comendo a comida nele armazenada, livre do medo pois não havia animais ou homens lá dentro. Pensando na diferença entre os dois ratos, Lǐ Sī chegou a conclusão que não importa quanto talento um homem tenha, sua vida depende do meio onde vive, e o melhor seria ser como o rato vivendo no celeiro.